# Svenska framstegspartiet
Svenska framstegspartiet var ett lokalt politiskt parti som var registrerat för val till kommunfullmäktige i Motala kommun. Partiet var representerat i Motala kommunfullmäktige under mandatperioden 1985/1988.